# Las Ventas con Peña Aguilera
Las Ventas con Peña Aguilera – gmina w Hiszpanii, w prowincji Toledo, w Kastylii-La Mancha, o powierzchni 140,09 km². W 2011 roku gmina liczyła 1301 mieszkańców.